# Adlivun
Il termine Adlivun, altresì conosciuto come Idliragijenget (quelli al di sotto di noi) si riferisce nella mitologia inuit, sia agli spiriti dei morti che risiedono nell'oltretomba, sia all'aldilà stesso.
Secondo gli inuit, l'Adlivun è situato al di sotto della terra e del mare ed è un posto di passaggio, analogo al cristiano purgatorio: vi sono purificate le anime dei morti, in preparazione per il viaggio verso la Terra della Luna (Quidlivun), dove troveranno l'eterno riposo e la pace. 
L'Adlivun è  solitamente descritto come un'area desolata e ghiacciata, governato dalla dea Sedna e popolato dai tornat (spiriti protettivi animali), guidati dal dio Tornarsuk e dai tupilaq (anime dei morti).

## Rituale funebre
Quando muore un inuit, viene avvolto in una pelle di caribù e seppellito con i piedi rivolti verso ovest/sud ovest, est/sud est o sud (rispettivamente a seconda che si tratti di un anziano, di un bambino o di un adulto); dopo di che seguono tre giorni di lutto, durante i quali i parenti del defunto stanno nella sua capanna con le narici chiuse da un pezzo di carne di caribu. Finita la veglia girano ritualmente tre volte attorno alla tomba promettendo carne di cervo allo spirito, che verrà poi portata come offerta nelle visite alla sepoltura.
Secondo gli inuit, una volta finita la cerimonia gli psicopompi Pinga e Anguta portano l'anima del morto ad Adlivun, dove dovrà sostare per un anno.